# Маја Јермакова
Маја Ивановна Јермакова (рус. Майя Ивановна Ермакова; Москва, 8. јул 1931 — 2010) руски је лингвиста лужичкосрпских језика, слависта; кандидат филолошких наука Московског универзитета. Била је у Русији главни стручњак за изучавање лужичкосрпских језика.

## Биографија
Године 1949. уписала је одсек за славистику Филолошког факултета Московског државног универзитета, где је студирала пољски језик и књижевност. По завршетку универзитета 1954. године (специјалност: словенска филологија), на предлог професора С. Бернштејна 1954. године уписала је постдипломске студије Института за славистику АН СССР и почела да учи лужичкосрпски језик. Године 1964. одбранила је кандидатску дисертацију на тему „Историја употребе временских облика у лужичкосрпским језицима”. Од 1958. године радила је на Институту за славистику. Учествовала је у међународним дијалектолошким експедицијама у Доњој Лужици (збирка материјала за „Лужичкосрпског језичног атласа”).
Јермакова била је један од аутора колективне монографије „Словенска морфонологија. Субстантивна промена речи.” (1987). Аутор чланака о лужичкосрпским језицима. Њени чланци су објављени у лужичкосрпском часопису „Lětopis”. Један чланак је објављен у књизи „Језик и култура Лужичких Срба кроз њихову историју” (на енглеском језику, Берлин, 1987). Састављач и одговорни уредник збирака — „Формирање и функционисање лужичкосрпских књижевних језика и дијалеката” (1989) и „Проблеми формирања и развоја лужичкосрпских књижевних језика и дијалеката” (1995). Њен последњи реферат — „Улога дијалеката у формирању црквеног језика Лужичких Срба” (2009).
Монографије
- (1973).
- (1979).